# Hirudinidae

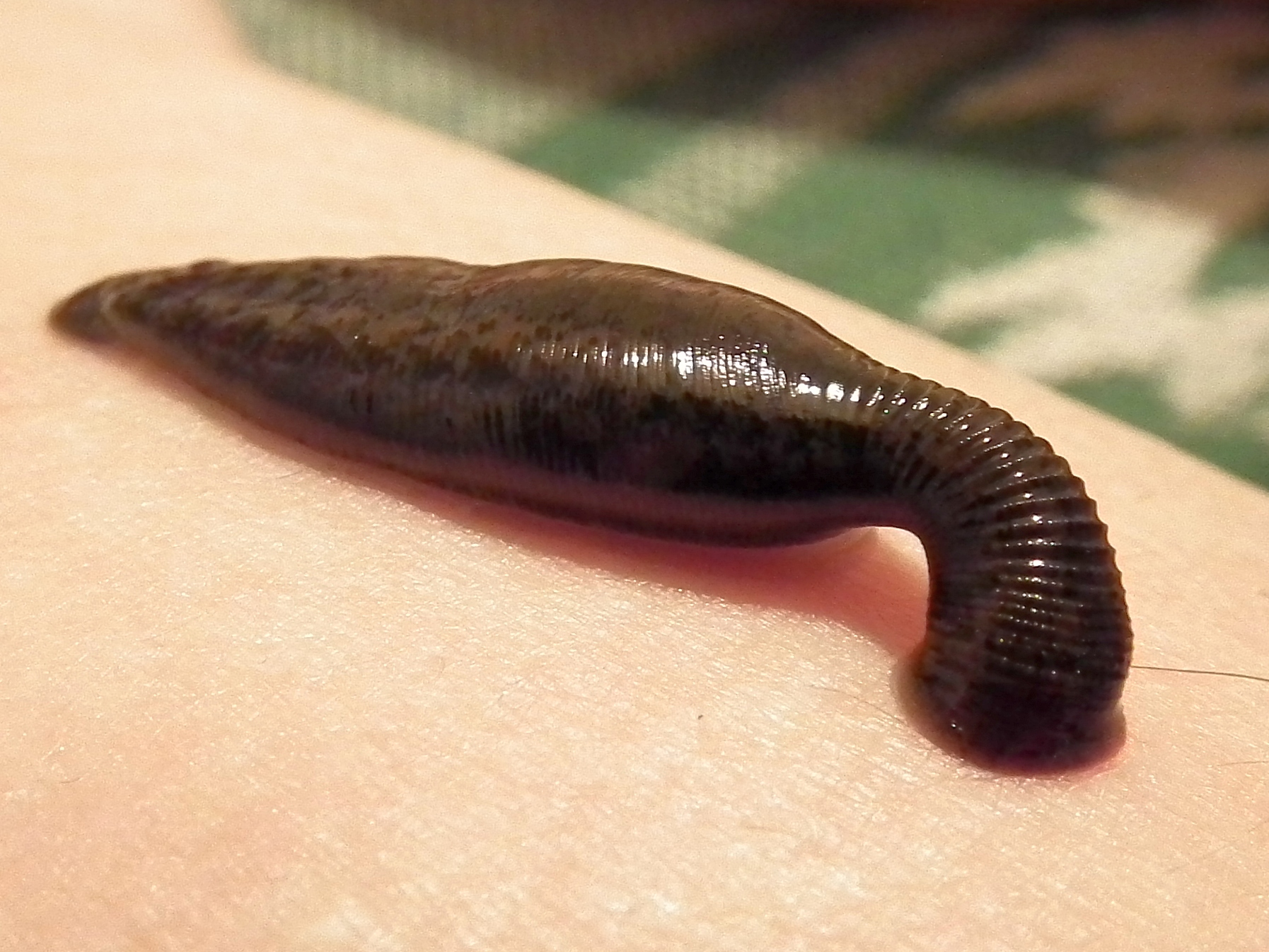
Medizinischer Blutegel (Hirudo medicinalis) bei der Nahrungsaufnahme am Menschen

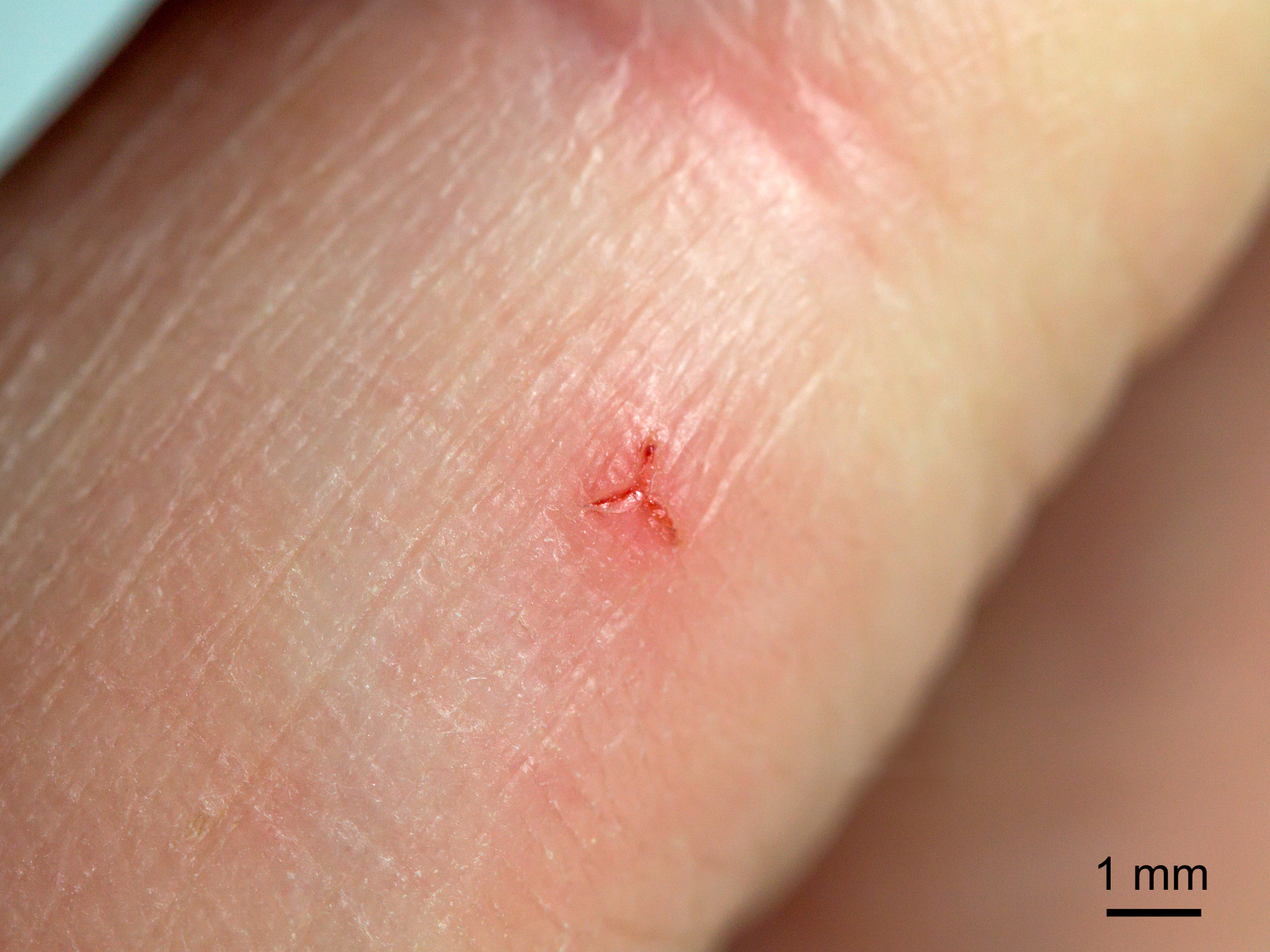
Von Hirudo medicinalis verursachte Bisswunde, an der man die Spuren der drei Kiefer im Schlund des Egels erkennen kann.

Hirudinidae ist der Name einer Familie von Blutegeln in der Unterordnung der Kieferegel mit im Süßwasser lebenden Arten, die als Ektoparasiten an verschiedenen Wirbeltieren deren Blut saugen. Seit der Revision der Familie durch Laurence R. Richardson 1969 beschränkt sich die Familie auf Arten in Europa, Asien und Afrika, was auch für eine mögliche neue Systematik nach Anna J. Phillips und Mark E. Siddall von 2009 gilt.

## Merkmale
Die Egel der Familie Hirudinidae haben große, zylindrische bis dorsoventral abgeflachte Körper, von deren äußerlich nicht sichtbaren Segmenten 15 oder 16 jeweils 5 äußere Ringel zählen. Am Kopf sitzen 5 Paar unauffälliger Augen, die in einem parabolischen Bogen angeordnet sind. Der Speichermagen (Kropf) hat 5 bis 10 Paar Blindsäcke, von denen die beiden hintersten Blindsäcke (Postcaeca) verlängert sind. Der Mund nimmt den gesamten Innenraum des vorderen Saugnapfes ein. Die Tiere haben einen kurzen, muskulösen Schlund mit drei großen, kräftigen Kiefern, von denen jeder mit einer Reihe (monostichodont) von mehr als 30 Zähnen besetzt ist.
Als Zwitter haben die Egel sowohl männliche als auch weibliche Geschlechtsorgane. Der stets wohl entwickelte Penis ist beim Medizinischen Blutegel ein etwa 2 cm langer, gleichmäßig dünner, weißlicher Faden, der bei eingelegten Exemplaren aus der männlichen Geschlechtsöffnung hervorragt, während er bei Pferdeegeln gedrungener und distal verdickt sowie korkzieherartig gewunden ist. Der paarige Spermienleiter bildet nach vorn innerhalb des 11. Segments zwei Schleifen, wobei die Epididymis auf dem beginnenden vorherigen und dem mittleren rückläufigen, der Bulbus ejaculatorius auf dem endenden vorherigen Glied gebildet wird. Die Vagina hat einen Blindsack und kann eine Vaginalröhre besitzen.
Die hiesige Beschreibung folgt Laurence R. Richardson 1969 und beschränkt sich auf die Blut saugenden Hirudinidae. Bei Einbeziehung der Gattungen Haemopis (Pferdeegel) und Whitmania sind Egel mit den unter Haemopidae beschriebenen Merkmalen zu berücksichtigen, darunter auch Kiefer mit zwei Zahnreihen (distichodont) oder ohne Zähne sowie ein Darmkanal ohne Blindsäcke.

## Verbreitung, Lebensraum und Beispielarten
Die Egel der Familie Hirudinidae sind im Süßwasser von Binnengewässern in Afrika, Eurasien und Australasien verbreitet.
Während der Medizinische Blutegel (Hirudo medicinalis) in Europa, Nordafrika und Kleinasien verbreitet ist, findet man den Mediterranen Medizinischen Blutegel (Hirudo verbana) unter anderem in der Türkei, der südlichen Schweiz und in Italien.

## Lebenszyklus
Die Zwitter begatten sich gegenseitig, wobei sie sich außerhalb des Wohngewässers mit Schleim des Clitellums aneinander heften und jeder Partner seinen Penis in die Vagina des anderen Partners einführt. Der Penis ist in Ruhe eingestülpt und wird durch Druck von Körperflüssigkeit nach außen gestülpt. Um das Clitellum jedes Sexpartners herum wird ein Kokon abgeschieden, in den etwa 10 Eier gelegt werden. Der Kokon wird über das Vorderende des Mutteregels abgestreift und in feuchte Erde neben einem Gewässer gelegt, und aus den Eiern entwickeln sich kleine Egel, die sich nach dem Schlüpfen ins Wasser begeben.

## Ernährung
Die Hirudinidae ernähren sich vom Blut verschiedenster Wirbeltiere. Während Säugetiere gute Gelegenheiten für eine ausgiebige Blutmahlzeit bieten, sind meist eher Amphibien und Süßwasserfische verfügbar. Gegenüber kleinen Fischen, Amphibienlarven und auch kleineren ausgewachsenen Fröschen oder Molchen verhalten sich die Blutegel wie Prädatoren, da das Opfer ganz ausgesogen oder im Falle kleinerer Larven auch verschluckt wird.

## Systematik
Die Familie Hirudinidae wurde vom US-amerikanischen Zoologen Charles Otis Whitman 1886 mit der Typusgattung Hirudo Linnaeus, 1758 (lateinisch hirudo „Blutegel“) beschrieben. Sie umfasste zunächst noch einen Großteil der blutsaugenden Egelarten. Seitdem ist der Umfang und damit die Beschreibung der Merkmale der Familie mehrfach revidiert worden, darunter 1969 durch Laurence R. Richardson und zuletzt 2009 durch Anna J. Phillips und Mark E. Siddall, wobei nunmehr zur Familie sowohl blutsaugende als auch räuberische Arten gehören.

### Gattungen
Laut der jüngsten Revision durch Anna J. Phillips und Mark E. Siddall (2009) umfasst die Familie Hirudinidae folgende Gattungen:
- Hirudo Linnaeus, 1758 (Blutsauger, Eurasien)
- Hirudinaria Whitman, 1886 (Blutsauger, Asien und Karibik)
- Asiaticobdella Richardson, 1969 (Blutsauger, Asien und Afrika)
- Aliolimnatis Richardson, 1972 (Blutsauger, Afrika)
- Goddardobdella Richardson, 1969 (Blutsauger, Australien)
- Haemopis Savigny, 1820 (Prädatoren, Eurasien)
- Whitmania Blanchard, 1897 (Prädatoren, Asien)

### Traditionelle Unterfamilien
Nach der traditionellen Systematik laut Roy T. Sawyer (1986) umfassen die Hirudinidae, eine Familie in der Unterordnung der Hirudiniformes, sechs Unterfamilien mit folgenden Gattungen:
- Hirudininae (Eurasien und Afrika)
  - Hirudo
  - Limnatis
- Hirudinariinae (Südostasien)
  - Hirudinaria
  - Poecilobdella
- Macrobdellinae (Nordamerika und Südamerika)
  - Macrobdella
  - Limnobdella
  - Oxyuptychus
  - Philobdella
  - Pintobdella
- Ornithobdellinae (Australasien)
  - Ornithobdella
  - Hirudobdella
- Richardsonianinae (Australasien)
  - Richardsonianus
- Praobdellinae (Afrika, Südostasien)
  - Praobdella

### Neuordnung der Systematik 2009 nach Phillips und Siddall
Neuere molekulargenetische Untersuchungen 2009 von Anna J. Phillips und Mark E. Siddall an Egeln der Familien der blutsaugenden Hirudinidae, der räuberischen Haemopidae, der landlebenden blutsaugenden Haemadipsidae, der landlebenden räuberischen Xerobdellidae und der mittelamerikanischen räuberischen Semiscolecidae deuten darauf hin, dass es sich bei den traditionellen Hirudinidae und Haemopidae wie auch vielen ihrer Untertaxa um paraphyletische Gruppen handelt und sich die betroffenen Gattungen in folgende zwei größere Monophyla einordnen lassen.
Phillips und Siddall stellen demzufolge zu einer neu umrissenen Familie Hirudinidae nur einen Teil der ursprünglich hierher gezählten Gattungen, dafür aber neu die Gattungen Haemopis (Pferdeegel) und Whitmania, womit die Familie Haemopidae aufgelöst wird:
- Aliolimnatis
- Asiaticobdella
- Hirudinaria
- Goddardobdella
- Hirudo
- Whitmania
- Haemopis

Phillips und Siddall schlugen deshalb zunächst vor, mehrere andere Gattungen, die zuvor entweder zu den Hirudinidae oder den Haemopidae gezählt wurden, nunmehr in einer neuen erweiterten Familie Semiscolecidae (sensu lato) zusammenzufassen:
- Macrobdella
- Philobdella
- Oxyptychus
- Semiscolex
- Patagoniobdella
- Limnobdella
- Limnatis

Dabei bildet eine Klade aus den Hirudinidae s. str. (neu), den Xerobdellidae und den Haemadipsidae eine Schwestergruppe zu der neu aufgestellten Familie Semiscolecidae (sensu lato).
Das Ergebnis der Arbeiten von Phillips, Siddall und anderen (2010) ist allerdings, neben die Familie Semiscolecidae s. str., also in ihrem bisherigen kleineren Umfang, als nächstverwandte Gruppen die Familien Macrobdellidae (mit den Gattungen Macrobdella, Philobdella und Oxyptychus) und Praobdellidae (mit den Gattungen Praobdella, Myxobdella, Dinobdella, Pintobdella, Limnobdella, Limnatis und der neuen Gattung Tyrannobdella) zu stellen.